# Nothofagus balansae
Nothofagus balansae är en tvåhjärtbladig växtart som först beskrevs av Henri Ernest Baillon, och fick sitt nu gällande namn av Cornelis Gijsbert Gerrit Jan van Steenis. Nothofagus balansae ingår i släktet Nothofagus och familjen Nothofagaceae. Inga underarter finns listade i Catalogue of Life.